# Hans Hermann Griem

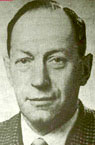
Portret van Hans Hermann Griem

Hans Hermann Griem (12 mei 1902 in Berlijn-Spandau - 25 juni 1971 in Hamburg-Bergedorf)  was een Duits oorlogsmisdadiger. Hij was ten tijde van de Tweede Wereldoorlog officier in de SS en bewaker in Duitse concentratiekampen.
Griem was vanaf 1930 lid van Adolf Hitlers NSDAP en vanaf 1933 van de SS. Griem was getrouwd en vader van drie kinderen.
Hij heeft gewerkt in de volgende concentratiekampen:
- als lid van de SS-Totenkopfverbände bewaker in concentratiekamp Neuengamme, vanaf 1940, daarna ook enige tijd in Kamp Dachau
- na zijn bevordering tot SS-Untersturmführer, als tijdelijk kampcommandant in de accufabriek (te Herrenhausen-Stöcken) in Concentratiekamp Hannover-Stöcken, in de winter 1943/44
- als kampcommandant in Kamp Husum-Schwesing, van september-november 1944
- als kampcommandant in Concentratiekamp Ladelund, een Außenlager (buitenkamp) van concentratiekamp Neuengamme , in november- december 1944
- als commandant in één van de Emslandlager, Concentratiekamp Meppen-Dalum, van december 1944 tot maart 1945.

Griem wordt door overlevenden van deze kampen beschreven als een man met een sadistisch karakter, die vaak dronken was en er plezier in had gevangenen te martelen, of willekeurig op hen te schieten, waardoor verscheidene gevangenen om het leven kwamen.
In april 1945 werd hij door Britse troepen krijgsgevangen gemaakt. Al spoedig kwam zijn rol in de concentratiekampen aan het licht, maar hij wist in 1947 uit gevangenschap te ontsnappen en onder te duiken. Twintig jaar lang woonde hij gewoon onder zijn eigen naam te Hamburg-Bergedorf. In januari 1969 werd hij, na enige jaren van politiespeurwerk, opgespoord en aangeklaagd wegens oorlogsmisdaden, o.a. moord op gevangenen in concentratiekampen. Kort voordat het eigenlijke proces in 1971 zou beginnen, overleed Griem.